# Aeropuerto de Tubualá
El aeropuerto de Tubualá (IATA: TUW) es un aeródromo público panameño que sirve al pueblo e isla de Tubualá y las islas aledañas, ubicadas en la Comarca Guna Yala en el mar Caribe. El aeropuerto está localizado en una isla a 1,6 kilómetros al este de Tubualá. Tubualá y demás islas aledañas al aeropuerto se acceden por medio de lancha.

## Información técnica
El aeropuerto tiene una pista de aterrizaje de hormigón que mide 430 metros en longitud. Las aproximaciones y despegues desde cualquier extremo de la pista de aterrizaje son sobre el agua del Caribe.
El VOR de La Palma (Ident: PML) está localizado a 74 kilómetros al sur-suroeste del aeropuerto.